# Sympherobius pygmaeus
Sympherobius pygmaeus is een insect uit de familie van de bruine gaasvliegen (Hemerobiidae), die tot de orde netvleugeligen (Neuroptera) behoort. 
Sympherobius pygmaeus is voor het eerst wetenschappelijk beschreven door Rambur in 1842.